# Dieter Kuprella
Dieter Kuprella, né le 5 février 1946 à Gelsenkirchen (province de Rhénanie du Nord, Zone d'occupation britannique en Allemagne) et mort le 7 juillet 2025 à Leverkusen (Rhénanie-du-Nord-Westphalie), est un joueur et entraîneur ouest-allemand de basket-ball. Il évolue durant sa carrière au poste d'arrière.

## Palmarès
- Coupe d'Allemagne 1970, 1971, 1974, 1976